# Hydropsyche spiritoi
Hydropsyche spiritoi är en nattsländeart som beskrevs av Moretti 1991. Hydropsyche spiritoi ingår i släktet Hydropsyche och familjen ryssjenattsländor. Inga underarter finns listade i Catalogue of Life.